# Göcklingen

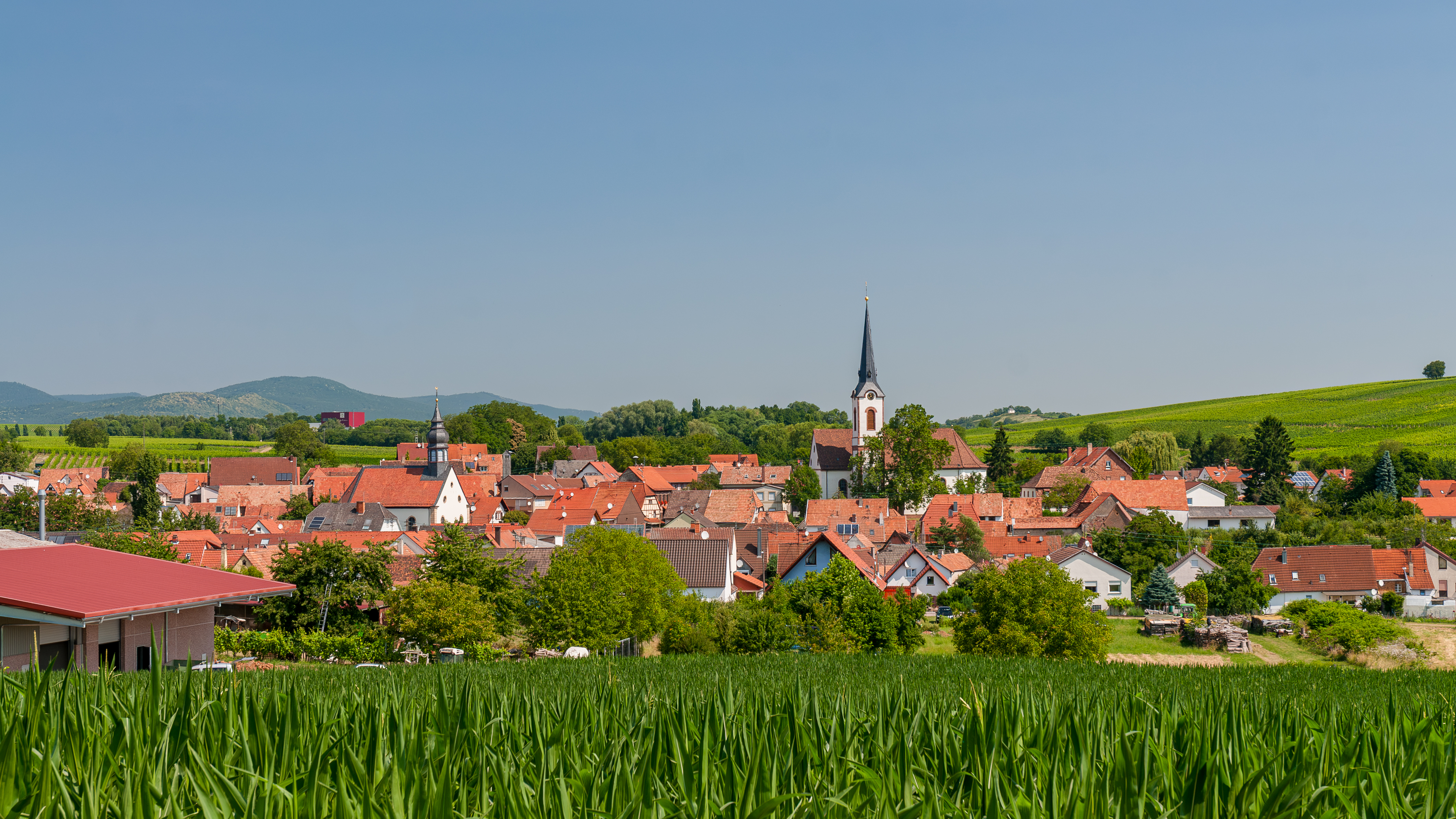
Ansicht von Südsüdost bei der Anfahrt von Heuchelheim über die Weinberge.

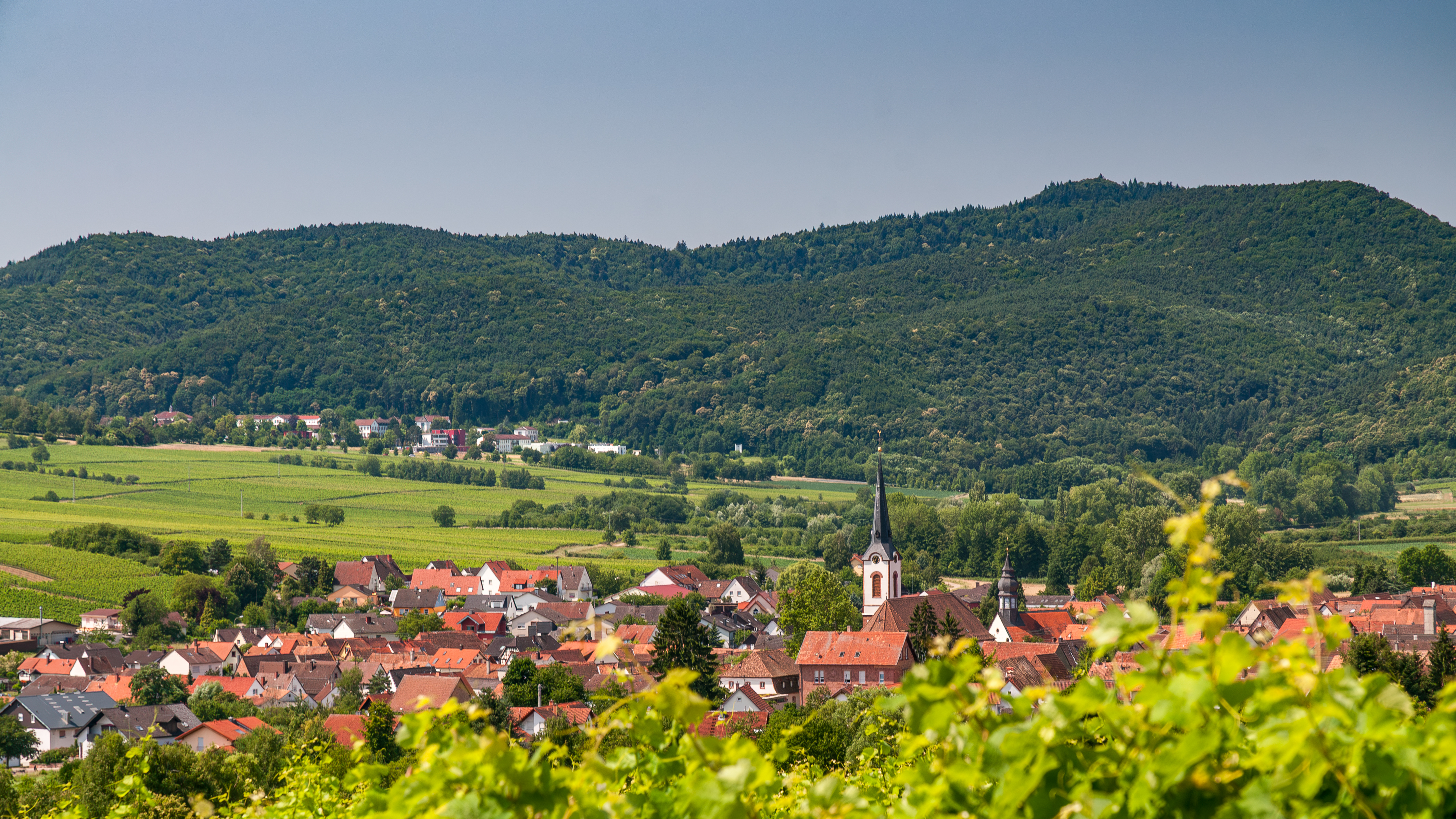
Ansicht von Osten bei der Anfahrt von Mörzheim über die Weinberge.

Göcklingen (pfälz. Gecklinge) ist eine Ortsgemeinde im Landkreis Südliche Weinstraße in Rheinland-Pfalz. Sie gehört zur Verbandsgemeinde Landau-Land.

## Geographie
Der Weinort liegt in der Pfalz am Kaiserbach. Durch das Siedlungsgebiet verläuft in West-Ost-Richtung der Kaiserbach. Zur Gemeinde gehört auch der Wohnplatz Kapellenhof.
Nachbargemeinden sind – im Uhrzeigersinn – Ilbesheim bei Landau in der Pfalz, Landau in der Pfalz, Heuchelheim-Klingen, Klingenmünster, Waldhambach (Pfalz) und Eschbach.

## Geschichte
Die erste urkundliche Erwähnung erfolgte im Jahr 1254. Bis zum Ende des 18. Jahrhunderts gehörte der Ort zum Unteramt Landeck, das sich im gemeinschaftlichen Besitz der Kurpfalz und des Hochstifts Speyer befand.
Von 1798 bis 1814, als die Pfalz ein Teil der Französischen Republik (bis 1804) und anschließend ein Teil des Napoleonischen Kaiserreichs war, war Göcklingen in den Kanton Annweiler eingegliedert und Sitz einer Mairie, die zusätzlich Impflingen umfasste. 1815 hatte der Ort insgesamt 1100 Einwohner. Nach dem Wiener Kongress im selben Jahr wurde der Ort Österreich zugeschlagen. Bereits ein Jahr später wechselte der Ort wie die gesamte Pfalz in das Königreich Bayern. Zur selben Zeit wechselte Göcklingen in den Kanton Landau. Von 1818 bis 1862 war der Ort Bestandteil des Landkommissariats Landau, das anschließend in ein Bezirksamt umgewandelt wurde.
Ab 1939 war der Ort ein Bestandteil des Landkreises Landau in der Pfalz. Nach dem Zweiten Weltkrieg wurde Göcklingen innerhalb der französischen Besatzungszone ein Teil des damals neu gebildeten Landes Rheinland-Pfalz. Im Zuge der ersten rheinland-pfälzischen Verwaltungsreform wechselte die Gemeinde am 7. Juni 1969 in den neu geschaffenen Landkreis Landau-Bad Bergzabern, der 1978 in Landkreis Südliche Weinstraße umbenannt wurde. 1972 wurde die Gemeinde der ebenfalls neu gebildeten Verbandsgemeinde Landau-Land zugeordnet. 2001 wurde die Gemeinde Landessieger im Wettbewerb Unser Dorf hat Zukunft.

## Religion
Ab Mitte des 19. Jahrhunderts existierte für die jüdischen Einwohner vor Ort eine Synagoge. Bereits gegen Ende des Jahrhunderts wurde sie profaniert; das Gebäude ist noch existent. Begraben wurden die örtlichen Juden in Annweiler.

### Konfessionsstatistik
Ende des Jahres 2013 waren 52,4 % der Einwohner katholisch und 33,7 % evangelisch. Die übrigen gehörten einer anderen Glaubensgemeinschaft an oder waren konfessionslos. Die Zahl der Protestanten und Katholiken ist seitdem gesunken. Derzeit (Stand 30. September 2023) sind von den Einwohnern 43,5 % katholisch, 29,7 % evangelisch und 26,9 % gehörten entweder einer anderen oder gar keiner Glaubensgemeinschaft an.

## Politik

### Gemeinderat
Der Gemeinderat in Göcklingen besteht aus zwölf Ratsmitgliedern, die bei der Kommunalwahl am 9. Juni 2024 in einer Mehrheitswahl gewählt wurden, und der ehrenamtlichen Ortsbürgermeisterin als Vorsitzender.

### Bürgermeister
Manuela Laub wurde am 13. August 2019 Ortsbürgermeisterin von Göcklingen. Bei der Stichwahl am 16. Juni 2019 hatte sie sich mit einem Stimmenanteil von 53,58 % durchgesetzt, nachdem bei der Direktwahl am 26. Mai 2019 keiner der ursprünglich drei Bewerber eine ausreichende Mehrheit erreicht hatte. Mit 65,4 % der Stimmen wurde Manuela Laub am 9. Juni 2024 in eine zweite Amtszeit gewählt.
Laubs Vorgänger waren Fritz Garrecht (Amtszeit 2004–2019) und Günther Löhlein (1989–2004).

### Wappen
| Wappen von Göcklingen | Blasonierung: „In Blau ein silbernes Halseisen.“                                                                |
| Wappen von Göcklingen | Wappenbegründung: Es wurde 1961 vom Mainzer Innenministerium genehmigt und geht zurück auf ein Siegel von 1760. |

### Gemeindepartnerschaften
Mit Soucy (Yonne) in Frankreich wird seit 2006 eine Partnerschaft gepflegt.

## Kultur

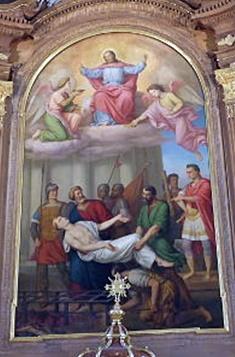
Göcklinger Hochaltarbild, Martyrium des Heiligen Laurentius, von Claudius Schraudolph dem Älteren

### Bauwerke
Die katholische Kirche St. Laurentius wurde 1787 errichtet und besitzt Barockaltäre. Ihre drei Altarblätter wurden im 19. Jahrhundert nachträglich ausgewechselt. Die heute noch erhaltenen stammen von Claudius Schraudolph dem Älteren, einem berühmten Nazarener, der mit seinem Bruder Johann von Schraudolph den Speyerer Dom ausmalte. Das Hauptbild mit dem Martyrium des Heiligen Laurentius stiftete 1883 Franziska Reither, eine Schwester von Bischof Konrad Reither.
Der Friedhof ist als Denkmalzone ausgewiesen; hinzu kommen 18 Einzelobjekte, die unter Denkmalschutz stehen, darunter die frühere Synagoge.

### Veranstaltungen
Der Förderverein der Freiwilligen Feuerwehr Göcklingen e. V. veranstaltet jedes Jahr Anfang Januar das Knutfest. Dabei werden die Weihnachtsbäume eingesammelt und bei einem Dorffest verbrannt.
An Laetare findet jährlich der Laetare-Umzug statt, der von der örtlichen Musikkapelle veranstaltet wird.
Der Sportverein Rot-Weiß 1946 Göcklingen e. V. veranstaltet zweimal im Jahr das Schlachtfest in der Kaiserberghalle und die Kerwe im Laurentiusgasten im August.
Ende Juni findet das Weinfest Göcklinger Summer in mehreren Winzerhöfen und im Laurentiusgarten neben der katholischen Kirche statt.

## Wirtschaft und Infrastruktur

### Weinbau
Der Ort ist erheblich geprägt vom Weinbau und zählt zu den größten Weinbaugemeinden der Pfalz. Die bestockte Rebfläche betrug 2005 456 Hektar. Vor Ort existieren die Einzellagen Herrenpfad, die zur Großlage Kloster Liebfrauenberg gehört, und Kaiserberg, die zur  Großlage Herrlich gehört.

### Verkehr
Göcklingen ist über die Buslinie 540 im Verkehrsverbund Rhein-Neckar an das Nahverkehrsnetz angeschlossen.

## Persönlichkeiten

### Ehrenbürger
- Aloys Schirmer (1911–1981), aus Nußbach stammend, wurde 1964 Pfarrer in Göcklingen, schrieb eine umfangreiche Ortschronik und wurde zum Ehrenbürger des Ortes ernannt.[16]
- Otto Brauner (1924–2013), 25 Jahre Bürgermeister in Göcklingen, seinem Drängen und Einsatz sind die Kaiserberghalle, die Renovierung des Rathauses, das Sportplatzgelände, die Friedhofshalle, die Dorfkanalisation und der Laurentiusgarten zu verdanken.[17]
- Hermann Frech (* 1928), Schulrektor, 20 Jahre Beigeordneter und 45 Jahre ehrenamtlicher Kirchenmusiker, wurde für seine vielfältigen Verdienste von seiner Heimatgemeinde geehrt.[18][19]
- Günter Löhlein (* 1936), Konrektor, Ortsbürgermeister von 1989 bis 2004, nachdem er bereits seit 1974 dem Gemeinderat angehört hatte. Im Mai 2016 wurde er in Würdigung seiner Lebensleistung zum Ehrenbürger der Gemeinde ernannt.[20][21]

### Söhne und Töchter der Gemeinde
- Konrad Reither (1814–1871), Bischof von Speyer
- Jakob Dörler (1874–1957), Politiker (BVP)

### Personen, die vor Ort gewirkt haben
- Anton Forch (1785–1857), Domkapitular und Dompropst der Diözese Speyer, 1815 bis 1821 Pfarrer in Göcklingen